# Rio Agrij
O Rio Agrij é um rio da Romênia afluente do rio Someş, localizado no distrito de Sălaj.